# Adolf Adámek
Adolf Adámek (5. června 1903, Plzeň, Čechy, Rakousko-Uhersko – 19. říjen 1949, Plzeň, Československo) byl český důstojník, podplukovník čs. letectva, známý jako entomolog – lepidopterolog.